# Estación de Amieira
La Estación Ferroviaria de Amieira, igualmente conocida como Estación de Amieira, es una plataforma ferroviaria de la Línea del Oeste, que sirve a la freguesia de Samuel, en el Ayuntamiento de Soure, en Portugal.

## Características

### Localización y accesos
Se encuentra junto a la localidad de Amieira, teniendo acceso por la Ruta Nacional 341.

### Características físicas
En enero de 2011, poseía tres vías de circulación, con 674, 370 y 330 metros de longitud; las plataformas tenían 114 y 226 metros de extensión, presentando 40 y 45 centímetros de altura.

## Historia

### Apertura al servicio
La estación se encuentra en el tramo entre Leiría y Figueira da Foz de la Línea del Oeste, que abrió a la explotación el 17 de julio de 1888.
El 28 de febrero de 1934, fue abierto el concurso para la construcción de la Ruta Nacional 43-2, uniendo esta plataforma a la localidad de Moinho do Almoxarife.